# Hansel i Gretel: Usmażeni
Hansel i Gretel: Usmażeni (ang. Hansel & Gretel Get Baked) – amerykański horror z 2013 roku. Film swobodnie nawiązuje do baśni braci Grimm o Jasiu i Małgosi (ang. Hansel and Gretel).

## Treść
Rodzeństwo walczy z czarownicą, która zwabia nastolatków do swojego domu pod miastem, a następnie zabija ich i zjada, by zachować młodość i urodę.

## Obsada
- Michael Welch - Hansel
- Molly C. Quinn - Gretel
- Lara Flynn Boyle - Agnes/wiedźma
- Lochlyn Munro - oficer Ritter
- Yancy Butler - oficer Hart
- Bianca Saad - Bianca
- Rey Gallegos - Carlos
- Celestin Cornielle - Octavio
- Joe Ordaz - Jorge